# Ammodytidae
Gli Ammoditidi (Ammodytidae) sono una famiglia di pesci ossei marini dell'ordine Perciformes.

## Distribuzione e habitat
Questi pesci sono diffusi nei mari freddi di entrambi gli emisferi, solo poche specie si incontrano nei mari temperati caldi ed alcune addirittura alle Hawaii. Sono comunissimi con molte specie lungo le coste europee dell'Oceano Atlantico ma nel mar Mediterraneo è presente solo l'endemico Gymnammodytes cicerelus o cicerello.

Sono tipici dei fondi sabbiosi di solito a basse o bassissime profondità.

## Descrizione
Sono pesci molto caratteristici per il corpo molto allungato e compresso lateralmente, con testa piccola, appuntita e la mandibola più lunga della mascella, terminante con una punta acuta. La bocca è estensibile a tubo. La pinna dorsale, unica, è molto lunga, la pinna anale è lunga più o meno la metà. La pinna caudale è biloba. Le pinne pettorali sono piccole e impiantate in basso, le pinne ventrali sono minuscole e spesso mancano del tutto. Mancano i raggi spinosi in tutte le pinne. Le scaglie sono molto piccole o assenti.

Sono pesci dalle tinte smorte e mimetiche, grigio sabbia o verdastro, con ventre bianco madreperlaceo e, talvolta, una fascia argentata iridescente sui fianchi.

La taglia è modesta e supera raramente i 20 cm.

## Alimentazione
Sono carnivori e catturano invertebrati bentonici nella sabbia.

## Riproduzione
Le uova sono deposte sul fondale marino.

## Comportamento

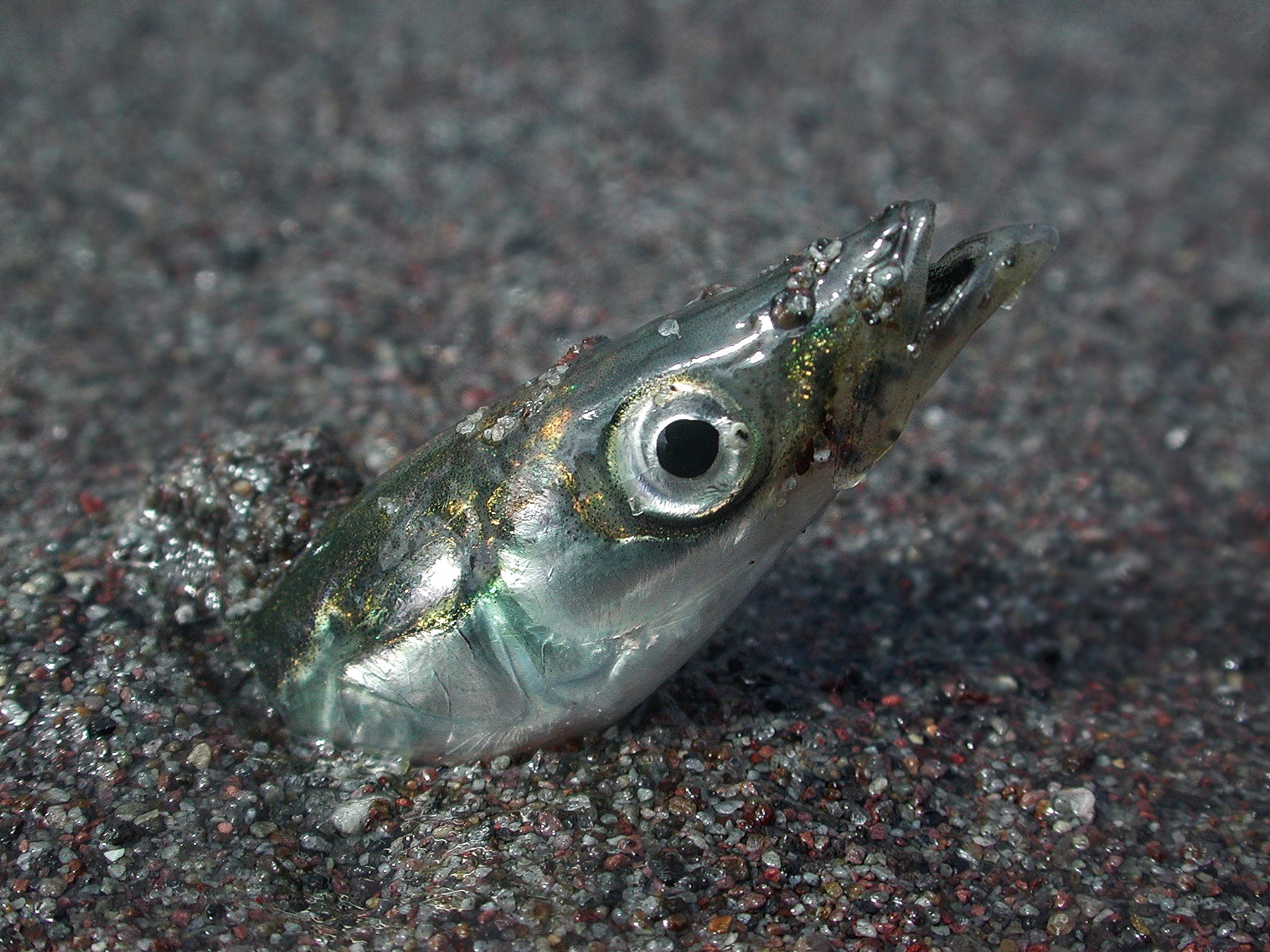
Ammodytes hexapterus spunta dal fondale

Sono gregari. Passano molto tempo infossati nel sedimento.

## Predatori
Vengono catturati in gran numero dagli uccelli marini e dai pesci predatori, alcuni dei quali (come Pleuronectes platessa) di notevole importanza per la pesca. La loro rilevanza nelle catene alimentari dei mari settentrionali è grandissima.

## Pesca
Vengono catturati soprattutto con gli sciabichelli, particolari reti a strascico recuperate da terra. Hanno carni molto buone ma ciò nonostante hanno valore più come esche che come cibo. Fa eccezione il cicerello mediterraneo che ha un certo mercato soprattutto nel sud Italia; viene consumato fritto.

## Generi e specie
La famiglia presenta 23 specie divise in 7 generi:
- Ammodytes
  - Ammodytes americanus DeKay, 1842
  - Ammodytes dubius Reinhardt, 1837
  - Ammodytes hexapterus Pallas, 1814
  - Ammodytes marinus Raitt, 1934
  - Ammodytes personatus Girard, 1856
  - Ammodytes tobianus Linnaeus, 1758
- Ammodytoides
  - Ammodytoides gilli Bean, 1895
  - Ammodytoides kimurai Ida & Randall, 1993
  - Ammodytoides leptus Collette & Randall, 2000
  - Ammodytoides pylei Randall, Ida & Earle, 1994
  - Ammodytoides renniei Smith, 1957
  - Ammodytoides vagus McCulloch & Waite, 1916
- Bleekeria
  - Bleekeria kallolepis Günther, 1862
  - Bleekeria mitsukurii Jordan & Evermann, 1902
  - Bleekeria viridianguilla Fowler, 1931
- Gymnammodytes
  - Gymnammodytes capensis Barnard, 1927
  - Gymnammodytes cicerellus Rafinesque, 1810
  - Gymnammodytes semisquamatus Jourdain, 1879
- Hyperoplus
  - Hyperoplus immaculatus Corbin, 1950
  - Hyperoplus lanceolatus Le Sauvage, 1824
- Lepidammodytes
  - Lepidammodytes macrophthalmus Ida, Sirimontaporn & Monkolprasit, 1994
- Protammodytes
  - Protammodytes brachistos Ida, Sirimontaporn & Monkolprasit, 1994
  - Protammodytes sarisa Robins & Böhlke, 1970